# Rémy Ballot

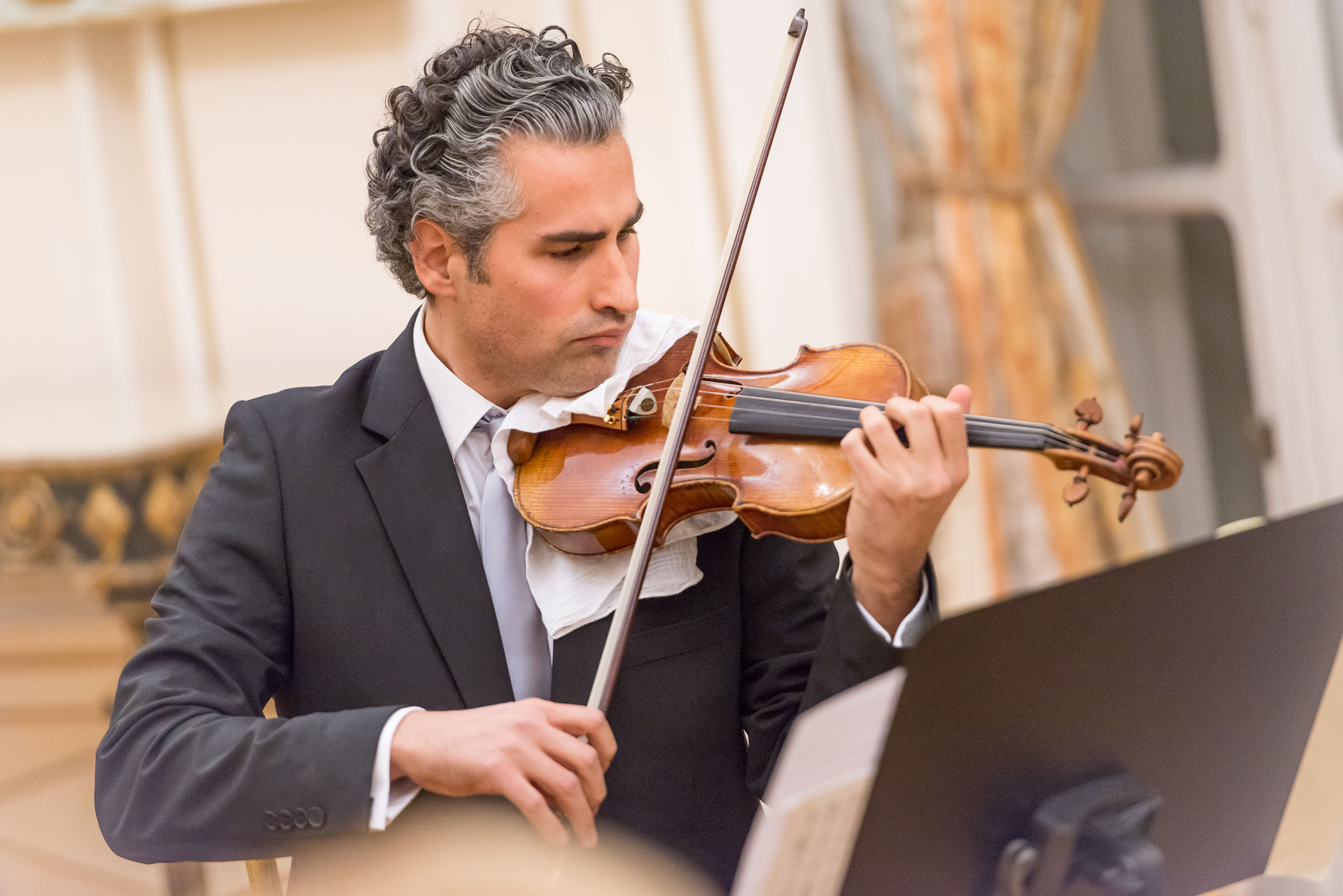
Rémy Ballot (2015)

Rémy Ballot (* 27. Juli 1977 in Paris) ist ein französischer Dirigent und Geiger, der seit 2004 in Wien lebt.

## Leben
Rémy Ballot war einer der letzten Schüler von Sergiu Celibidache, den er bereits im Alter von 16 Jahren kennenlernte. Nach dem Tod Celibidaches 1996 gründete Rémy Ballot in Paris ein Orchester aus jungen Musikern, das Ensemble FAE (Frei aber Einsam), das er fünf Jahre lang leitete. Er studierte Violine bei Gérard Poulet am Pariser Konservatorium und erhielt weitere musikalische Impulse von Ivry Gitlis. Nach seinem Umzug nach Wien 2005 spielte er über 10 Jahre lang regelmäßig in der Gruppe der 1. Violinen im Orchester der Wiener Staatsoper/Wiener Philharmoniker.
Er ist seit 2013 „Conductor in Residence“ der Brucknertage St. Florian (Österreich). 2023 schloss er dort seinen Zyklus der Symphonien Anton Bruckners mit dem Altomonteorchester St. Florian und dem Oö. Jugendsinfonieorchester ab. Die Mitschnitte dieser Aufführungen erschienen bei Gramola auf CD.
Die Österreichische Nationalbibliothek wählte Rémy Ballots Bruckner-Zyklus als Klangbeispiel für ihre große Bruckner-Jubiläumsausstellung im Prunksaal der Nationalbibliothek im Jahr 2024 aus.

Rémy Ballot (2019)

2018 fand im Wiener Konzerthaus das Gründungskonzert des Klangkollektiv Wien statt. Dieses Kammerorchester, dessen Gründungsmitglied und künstlerischer Leiter er ist, widmet sich insbesondere der Wiener Klassik. Im Jahr 2023 gab das Orchester seine Debüts in der Hamburger Elbphilharmonie und im Münchner Prinzregententheater. Aus dieser Zusammenarbeit entstanden mittlerweile vier CD-Veröffentlichungen.
Seit 2024 ist Ballot "Conductor in Residence" der Richard-Strauss-Tage in Garmisch-Partenkirchen. Eine zyklische Aufführung sämtlicher Tondichtungen von Richard Strauss ist geplant und wird ab Herbst 2024 als Auftakt der neuen Richard-Strauss-Tage-Edition in Zusammenarbeit mit dem Richard-Strauss-Institut beim Wiener Label Gramola erscheinen.
Im April 2024 gab Rémy Ballot als Einspringer für Chefdirigent Dan Ettinger sein Debüt am Pult der Stuttgarter Philharmoniker mit Bruckners 5. Symphonie, dirigierte auf eine Wiedereinladung wenige Tage später hin auch die Eröffnungskonzerte des Brescia-Bergamo-Klavierfestival mit Bruckners 4. Symphonie und Mozarts KV 488 mit Eva Gevorgyan am Klavier sowie ein weiters Konzert in der Liederhalle Stuttgart.
Das Konzert in Bergamo markierte auch die Erstaufführung Bruckners 4. Sinfonie ebendort.
Außerdem ist Rémy Ballot ein international gefragter Orchesterpädagoge. Er arbeitet mit Orchestern in Spanien, Albanien, Kroatien, Japan und Palästina, wo er an der Gründung des Filasteen Young Musicians Orchestra (FYMO) der Barenboim-Said-Stiftung in Ramallah beteiligt war. Sowohl 2019 als auch 2022 dirigierte er das Nationalorchester von Kuba und das Orquesta del Lyceum de la Habana in Kuba in einer Reihe von Konzerten.
Parallel zu seiner Arbeit als Dirigent setzt er seine Tätigkeit als erster Geiger des Ballot Quartetts/Quintetts fort. Im Jahr 2020 wurde seine CD-Einspielung von Bruckners Streichquartett und Streichquintett in ausführlichen Rezensionen in den Zeitschriften Diapason und Crescendo sowie im österreichischen ORF-Radiosender Ö1 als neue Referenzaufnahme gefeiert. Diese CD brachte ihm auch den Supersonic-Preis und eine ICMA-Nominierung ein.
Der finnische Komponist Kalevi Aho widmete Rémy Ballot und Iris Ballot ein Duo für zwei Violinen. Das Werk mit dem Titel „Fragen für zwei Violinen“ war 2022 als Auftragswerk anlässlich der Hochzeit von Iris Schützenberger und Rémy Ballot entstanden. Das Werk erlebte seine Uraufführung durch die Widmungsträger am 7. März 2023 im Gläsernen Saal des Wiener Musikvereins im Rahmen eines vom Ö1-Redakteur Peter Kislinger moderierten Gesprächskonzerts zu Ehren des anwesenden Komponisten.

## Auszeichnungen
- 2014:
  - Pizzicato Supersonic für die Live-Aufnahme der 3. Sinfonie Bruckners (Erstfassung 1873)[16]
  - Diapason d’or découverte für die Live-Aufnahme der 3. Symphonie Bruckners (Erstfassung 1873)[3]
  - Bank Austria Kunstpreis im Rahmen der Brucknertage St. Florian[17]
- 2015: Pizzicato Supersonic für die Live-Aufnahme der 8. Sinfonie Bruckners (2. Fassung 1890)[18]
- 2016: Pizzicato Supersonic für die Live-Aufnahme der 9. Sinfonie Bruckners[19]
- 2021: Pizzicato Supersonic für die Aufnahme des Streichquartetts und -quintetts von Anton Bruckner[20]

## Diskografie
- Bruckner Sinfonie 3, Erstfassung 1873; Altomonteorchester St. Florian[21][22]
- Bruckner Sinfonie 8, 2. Fassung 1890; Oö. Jugendsinfonieorchester; Gramola[23]
- Bruckner Sinfonie 9; Altomonteorchester St. Florian; Gramola[24]
- Bruckner Sinfonie 6; Oö. Jugendsinfonieorchester; Gramola[25]
- Bruckner Sinfonie 5; Altomonteorchester St. Florian; Gramola[26]
- Schubert Sinfonie 1 und Unvollendete; Klangkollektiv Wien; Gramola[27]
- Bruckner Sinfonie 7; Altomonteorchester St. Florian; Gramola[28][29]
- Beethoven: Eroica und Egmont-Ouvertüre; Klangkollektiv Wien; Gramola[30]
- Bruckner Sinfonie 2, 1. Fassung 1872; Altomonteorchester St. Florian; Gramola[31]
- Haydn Sinfonie 101 "Die Uhr", Mozart Sinfonie 41 "Jupiter"; Klangkollektiv Wien; Gramola[32]
- Bruckner Streichquintett in F-Dur; Altomonte Ensemble; Gramola
- Bruckner Sinfonie 4, 3. Fassung 1888; Altomonteorchester St. Florian; Gramola[33]
- Beethoven: Streichquartette Op. 131 und 135 in Streichorchesterfassung[34]
- Bruckner Zehn Sinfonien (Nr. 1–9 und "Annullierte" d-Moll); Oö. Jugendsinfonieorchester, Altomonteorchester St. Florian; Gramola[4]
- Richard Strauss Don Juan / Ein Heldenleben; Pilsen Philharmonic Orchestra; Gramola